# Ulrika Melin
Ulrika Melin, senare Ulrika Drufva, 1 februari 1767, död 11 oktober 1834, var en svensk textilkonstnär och ledamot av Fria konsternas Akademi. 
Ulrika Melin var dotter till major Lars Melin och Ulrika Herbst, syster till generalmajor Henrik Georg Melin och från 1788 gift med ståthållaren på Västerås slott Peter Thure Gerhard Drufva. Som textilkonstnär arbetade hon med broderier. Hon blev ledamot av Konstakademien år 1784. Melin "egde en ovanlig skicklighet uti att sy landskap". Hon invaldes i akademin år 1784 för ett arbete i vit satin, inspirerad av Claude Lorrain.